# دوريس إيرين تايلور
دوريس إيرين تايلور (بالإنجليزية: Doris Irene Taylor)‏ هي ناشِطة أسترالية، ولدت في 25 يوليو 1901، وتوفيت في 23 مايو 1968.